# Убийство Джамаля Хашогги
Убийство Джамаля Хашогги произошло 2 октября 2018 года в здании консульства Саудовской Аравии в Стамбуле, куда Хашогги пришёл за документами.

## Предпосылки
Во время «арабской весны», приведшей в ужас династию Аль Сауд, Хашогги стал появляться на региональных конференциях по ближневосточной политике, где открыто контактировал с людьми, которых власти Саудовской Аравии считали врагами. На одной из таких встреч, состоявшейся в Стамбуле, Хашогги встретился с турецким политиком Ясином Актаем — советником президента Реджепа Тайипа Эрдогана. Когда началась «арабская весна», король Абдалла счел, что Эрдоган симпатизирует «Братьям-мусульманам», а значит, представляет опасность для королевства.

## Исчезновение
В последний раз Хашогги видели, когда он вошёл в здание консульства Саудовской Аравии в Стамбуле. На улице несколько часов его ждала невеста, которую не пустили вместе с ним и которая позже заявила об исчезновении своего жениха властям Турции. Власти Саудовской Аравии заявили, что Хашогги покинул здание консульства через другой выход. Тогда же турецкие власти заявили, что, после изучения записей с камер видеонаблюдения, нет оснований считать, будто бы Хашогги покидал здание консульства.

## Расследование

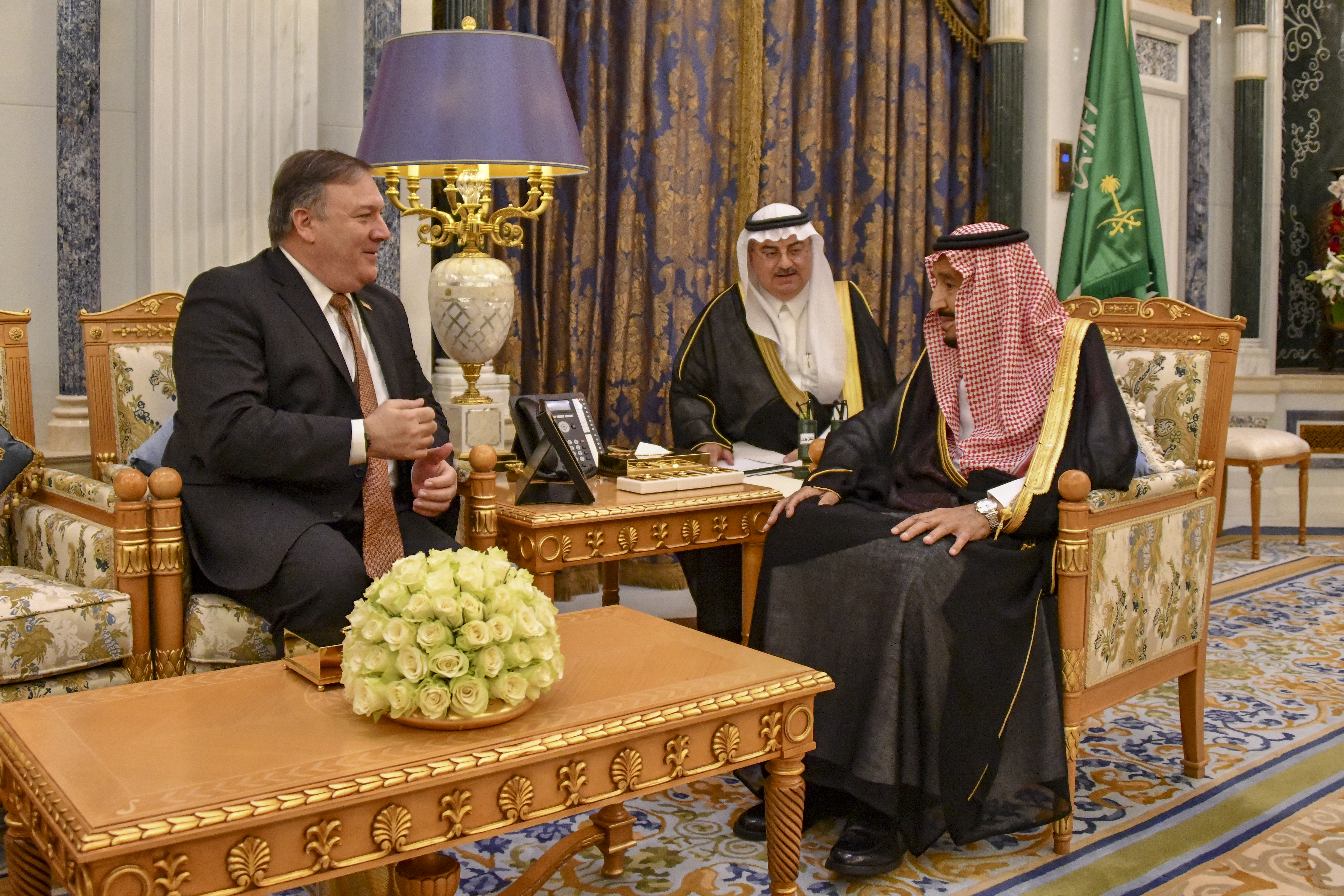
Госсекретарь США Майк Помпео на встрече с королём Салманом, 16 октября 2018 года

11 октября стало известно, что турецкие власти изучают возможность получения аудиозаписей, сделанных Хашогги с помощью собственных часов Apple Watch, и которые могли быть загружены в облачный сервис хранения Apple iCloud либо на его телефон, который он отдал своей невесте.
20 октября министерство иностранных дел Саудовской Аравии заявило о предварительных результатах расследования, согласно которым Хашогги был случайно убит во время вспыхнувшей драки внутри здания консульства Саудовской Аравии, что стало первым подтверждением смерти Хашогги со стороны властей Саудовской Аравии.
23 октября СМИ распространили информацию о том, что тело Хашогги было обнаружено в колодце в саду резиденции консула Саудовской Аравии в 500 метрах от самого консульства, где произошло убийство. Источники СМИ сообщали, что тело Хашогги было расчленено, а лицо обезображено.

## Убийство
2 октября 2018 года Джамаль Хашогги отправился в консульство Саудовской Аравии в Стамбуле. Ему нужно было получить документ, необходимый для заключения повторного брака. Его невесте Хатидже Дженгиз (тур. Hatice Cengiz) не позволили войти в помещение. Она ждала Хашогги до полуночи, однако он так и не вышел из консульства.
Турецкая полиция высказала предположение, что Хашогги «жестоко пытали, убили, а его тело расчленили» внутри консульства. Позднее советник президента Турции Реджепа Эрдогана, Ясин Актай (Yasin Aktay), представители полиции и министр по делам ЕС Омер Челик (Ömer Çelik) заявили, что в операции по устранению Хашогги были задействованы 15 саудовских агентов.
При этом на руке Джамаля предположительно были «умные» часы, которые успели передать в облако звукозапись, свидетельствующую о его убийстве. Турецкая газета Yeni Şafak, проанализировав аудиозаписи, якобы сделанные во время убийства, заявила, что Хашогги сначала отрубили пальцы, а потом голову. При этом, по утверждению газеты, на записи слышно, как генконсул Саудовской Аравии просит палачей «разбираться за пределами здания», так как иначе у него возникнут проблемы.
Однако саудовские власти официально заявили, что Хашогги быстро покинул здание консульства. 5 октября 2018 года эту точку зрения представил в своём интервью агентству «Блумберг» принц Мухаммед ибн Салман, сказав, что журналист «вышел обратно через несколько минут или один час».
В Государственном департаменте США и Министерстве иностранных дел Турции выразили обеспокоенность исчезновением Хашогги, призвав Саудовскую Аравию к сотрудничеству для выяснения его местонахождения.
Президент Эрдоган заявил о том, что взял под свой личный контроль дело об исчезновении Хашогги, назвав того своим другом и борцом за свободу мысли.
Широко распространившиеся подозрения, что Хашогги был убит, вызвали рост напряжённости в отношениях Саудовской Аравии с Турцией, США и другими странами.
Спустя 18 дней после исчезновения Хашогги власти Саудовской Аравии через государственное информационное агентство объявили, что журналист погиб в результате «драки» с людьми, которых он встретил в консульстве. Также прокуратура сообщила о задержании 18 подданных Саудовской Аравии, которые попытались «скрыть случившееся». В то же время король Саудовской Аравии подписал указы об освобождении от должностей ряда высших сотрудников Службы общей разведки, а также о создании специального комитета по её реформированию и чёткому определению полномочий.
21 октября 2018 года министр иностранных дел Саудовской Аравии Адель аль-Джубейр назвал произошедшее «ужасной ошибкой и трагедией» и принёс соболезнования близким Хашогги. Министр пообещал привлечь виновных к ответственности.
23 октября 2018 года в СМИ появилась официально неподтверждённая информация о том, что части тела убитого журналиста были обнаружены в колодце в саду резиденции консула Саудовской Аравии в 500 м от самого консульства. По сообщениям источников, тело Хашогги было расчленено, а лицо обезображено.
23 октября президент Турции Реджеп Эрдоган заявил, что Хашогги был убит по политическим мотивам и что он убеждён, что время и место убийства журналиста были спланированы заранее. В убийстве, по словам Эрдогана, участвовали две группы саудовцев. В состав одной из них входили девять человек, включая генералов и других официальных лиц. Группа из трёх человек, по словам президента Турции, за день до убийства осматривала лес недалеко от Стамбула, предположительно в поисках места, где можно было бы захоронить останки. Заранее были выведены из строя также камеры наблюдения в консульстве.
25 октября 2018 года прокуратура Саудовской Аравии признала, что убийство Хашогги было не случайным, а преднамеренным.
В декабре 2019 года Саудовская Аравия приняла решение переместить свое генеральное консульство в Стамбуле из здания, где произошло убийство, в другое здание, а старое помещение генконсульства продать.
Американское расследование убийства показало, что в нём участвовал ключевой советник принца и семь бойцов Сил быстрого реагирования, а наследный принц Мухаммед ибн Салман лично одобрил убийство. В связи с этим министерство финансов США ввело в рамках «Глобального акта Магнитского» санкции против подразделения и лично одного из его руководителей Ахмада Асири.
2 марта 2021 года организация «Репортеры без границ» направила в Генпрокуратуру ФРГ заявление, в котором просит возбудить уголовное дело в отношении наследного принца Мухаммеда бен Сальмана Аль Сауда в связи с убийством Хашогги.

## Приговор и реакция на него
23 декабря 2019 года суд Саудовской Аравии приговорил пятерых обвиняемых по делу об убийстве журналиста к смертной казни. Ещё трое осуждены в общей сложности на 24 года лишения свободы. «Расследование показало, что убийство было непреднамеренным», — заявили представители генпрокуратуры королевства. При этом среди осужденных нет бывшего советника королевского двора Сауда Аль-Кахтани, которого западная пресса называла главным виновником трагедии; генерал Ахмед Аль-Ассири, подозревавшийся в причастности к убийству, оправдан за недостаточностью улик; на скамью подсудимых не попал представитель правящей династии — престолонаследник Мухаммед бен Салман, — против которого выдвигались обвинения.